# Joan Oliver Araujo
Joan Oliver Araujo  (Palma de Mallorca, 1959) es un profesor y escritor español, catedrático de Derecho Constitucional de la Universidad de las Islas Baleares.
Ha escrito obras como El recurso de amparo (Universitat de les IIIes Balears, 1986); El sistema político de la Constitución española de 1931 (1991); La objeción de conciencia al servicio militar (Editorial Cívitas-Universitat de les Illes Balears, 1993); Política y Derecho (Tirant lo Blanch, 1996); La Constitución día a día (Tirant lo Blanch, 2003) o Los sistemas electorales autonómicos (Generalitat de Cataluña, 2011); entre otras.